# Tatochila mariae
Tatochila mariae is een vlindersoort uit de familie van de Pieridae (witjes), onderfamilie Pierinae.
Tatochila mariae werd in 1970 beschreven door Herrera.